# Бетпуе
Бетпуе (фр. Betpouey) насеље је и општина у јужној Француској у региону Миди Пирене, у департману Горњи Пиринеји која припада префектури Аржеле Газо.
По подацима из 2011. године у општини је живело 112 становника, а густина насељености је износила 6,91 становника/km². Општина се простире на површини од 16,2 km². Налази се на средњој надморској висини од 1250 метара (максималној 2.854 m, а минималној 899 m).

## Демографија
| 1962. | 1968. | 1975. | 1982. | 1990. | 1999. | 2011. |
| ----- | ----- | ----- | ----- | ----- | ----- | ----- |
| 204   | 226   | 175   | 160   | 149   | 128   | 112   |

График промене броја становника у току последњих година